# Melita mangrovi
Melita mangrovi is een vlokreeftensoort uit de familie van de Melitidae. De wetenschappelijke naam van de soort is voor het eerst geldig gepubliceerd in 1953 door Oliveira.